# Chiaia (métro de Naples)
Pour les articles homonymes, voir Chiaia.
Chiaia est une station de métro à Naples, en Italie. Située sur la ligne 6 du métro de Naples entre Municipio et San Pasquale, elle a été mise en service le 17 juillet 2024.

## Histoire
La station est incluse dans la variante de conception de la ligne 6 en 2004, remplaçant la station de la Piazza dei Martiri. Les travaux débutent en 2008 et sont achevés en 2024.